# Петер Штрассер
Петер Штрассер (нім. Peter Strasser; 1 квітня 1876 – 5 серпня 1918) був головним командиром німецького імператорського флоту цепелінів під час Першої світової війни, основної сили бомбардувальних кампаній з 1915 по 1917 роки. Загинув під час останнього нальоту на Велику Британію.

## Початок кар'єри
Штрассер народився в Ганновері, Німеччина, 1 квітня 1876. У п'ятнадцятирічному віці, він вступив до лав імператорського військово-морського флоту (Кайзерліхмаріне). Після служби на кораблях SMS Stein та SMS Moltke, він вступив до військово-морської академії у Кілі. Він швидко отримував звання і в 1895 році став лейтенантом. Він служив на кораблях SMS Mars, SMS Blücher, SMS Panther, SMS Mecklenburg та SMS Westfalen з 1897 по 1902. Він був чудовим артилерійським офіцером, тому отримав посаду в управлінні імператорськими ВМС де був відповідальний за корабельну та  берегову артилерію. У вересні 1913, його призначили командувати військово-морським повітряним дивізіоном Naval Airship Division (Marine-Luftschiff-Abteilung). Дирижаблі тоді тільки з'явились і корветтенкапітан (Korvettenkapitän) Штрассер, став командиром нового дирижабля після свого попередника, корветтенкапітана Фрідріха Метцінга, який потонув під час падіння першого дирижабля L 1. Незабаром було втрачено і другий дирижабль L 2. Штрассер закінчив теоретичне вивчення дирижабля і розпочав практичне навчання на цивільному дирижаблі LZ 17. Інший дирижаблі, LZ 13 призначався для навчання військово-морських екіпажів поки будувалися нові. На початку війни ВМС мали лише один робочий дирижабль LZ 24 (військове позначення L 3). L 3, під особистим командування Штрассера, був єдиним дирижаблем який брав участь у навчаннях ВМС перед війною.

## Перша світова війна
З початком Першої світової війни у серпні 1914, військово-морські дирижаблі почали використовувати для полювання за субмаринами, у боротьбі з морськими мінами та для розвідки. Вони взяли участь у битві в Гельголандській бухті.
У період 19–20 січня 1915, L3 і L4 взяли участь у першому бомбардувальному рейді на Англію, де атакували Грейт-Ярмут, Шерінгем та Кінгс-лінн. Протягом наступних 3 років, бомбардувальні операції проводили не лише проти Британії, але і бомбили Париж та інші міста і порти. Штрассер брав участь у нальотах на Англії принаймні один раз в місяць. Він вирішив сам протестувати новостворену розвідувальну гондолу і майже випав з неї коли заплутався за антену Цепеліна. Спочатку бомбардували лише військові цілі, але при лобістській підтримці контрадмірала Пауля Бенке, Кайзер дав розпорядження атакувати і цивільні об'єкти. Офіційно Британія підтвердила загибель 498 цивільних та 58 військових під час нальотів у період з 1915 по 1918. Зафіксовано 1913 поранених. Дирижаблі скинули 360000 кг бомб, більшість на Британські острови. 307315 кг було скинуто на ворожі кораблі, порти та міста; 58000 кг бомб було скинуто на Італію, над Балтикою та Середземним морем. Німецькі армійські дирижаблі скинули 160000 кг бомб на свої цілі: 44000 кг на Бельгію та Францію, 36000 кг на Англію та 80000 кг на Росію та південно-східну Європу.
Віцеадмірал Райнгард Шеер став начальником Штрассера в 1916, і безрезультатно намагався приручити прагнення Штрассера до незалежності. Імператорським указом від 28 листопада 1916, Штрассер отримав звання  "Командир Дирижаблів" (Führer der Luftschiffe; F.d.L.). 

## Загибель під час останнього рейду на Велику Британію
Штрассер не дожив до кінця війни. 5 серпня 1918, під час нічного рейду  на Бостон, Норвіч та Хамберський лиман, дирижабль Штрассера L 70 зустрів літак-розвідник D.H.4. Пілот майор Егберт Кейдбері та стрілець майор Роберт Лекі збили дирижабль L 70 на північ від Веллс-некст-Сі на узбережжі Норфолку. Жоден з 23 членів екіпажу не вижив. Це був останній рейд дирижаблів на Велику Британію.

## Спадок
Штрассер зробив великий внесок у війну і історію, що сильно вплинуло на майбутню повітряну війну. Він зіграв важливу роль у розробці концепції бомбардувань на великих відстанях та в розробці жорсткої конструкції дирижабля, яка зробила літальний апарат більш ефективної, здатним піднятися на велику висоту, за будь-якої погоди. Він був прихильником бомбардувань як військових так і цивільних об'єктів, що слугувало пропагандою, а також відволікало ресурси з фронту.
Нам, тим хто б'є ворога в саме серце, дають несправедливе прізвисько 'вбивці дітей' ... Зараз, немає такої тварини, як некомбатант. Сучасна війна — це тотальна війна.— Петер Штрассер, 

## Нагороди
- Столітня медаль
- Рятувальна медаль
- Орден Червоного орла 4-го класу
- Залізний хрест 2-го і 1-го класу
- Ганзейський Хрест (Гамбург)
- Військовий Хрест Фрідріха-Августа (Ольденбург) 2-го і 1-го класу
- Королівський орден дому Гогенцоллернів, лицарський хрест з мечами
- Почесний кинджал з клинком із дамаської сталі, ручкою із слонової кістки і написом «Хороброму Штрассеру», вручений особисто імператором Вільгельмом
- Pour le Mérite (20 серпня 1917) — вручений особисто адміралом Шеером.

## Вшанування пам'яті
- Незавершений авіаносець «B» отримав почесну назву «Петер Штрассер».
- В 1939 році в Ганновері з'явилась алея Петера Штрассера (нім. Peter-Strasser-Allee).
- В пам'ять перебування дирижабля Штрассера в Альгорні його іменем була названа вулиця (нім. Kapitän-Strasser-Straße).